# Yasir Al-Shahrani
Yasir Gharsan Saeed Al-Mohammadi Al-Shahrani (in arabo ياسر الشهراني‎?; Riyad, 25 maggio 1992) è un calciatore saudita, difensore dell'Al-Qadisiya e della nazionale saudita.

## Carriera

### Club
Nel 2010 ha esordito in prima squadra.

### Nazionale
Nel 2011 viene convocato nell'Under-20 per prendere parte al campionato mondiale di calcio Under-20.
L'11 Novembre 2022 viene convocato dalla Nazionale Maggiore per il Mondiale 2022.
Il 22 novembre dello stesso anno, durante il Mondiale, subisce un grave infortunio nella partita d'esordio contro l' Argentina, che lo costringerà a stare fuori per tutto il resto del Mondiale.

## Statistiche

### Cronologia presenze e reti in nazionale
| Cronologia completa delle presenze e delle reti in nazionale ― Arabia Saudita | Cronologia completa delle presenze e delle reti in nazionale ― Arabia Saudita | Cronologia completa delle presenze e delle reti in nazionale ― Arabia Saudita | Cronologia completa delle presenze e delle reti in nazionale ― Arabia Saudita | Cronologia completa delle presenze e delle reti in nazionale ― Arabia Saudita | Cronologia completa delle presenze e delle reti in nazionale ― Arabia Saudita | Cronologia completa delle presenze e delle reti in nazionale ― Arabia Saudita | Cronologia completa delle presenze e delle reti in nazionale ― Arabia Saudita |
| Data                                                                          | Città                                                                         | In casa                                                                       | Risultato                                                                     | Ospiti                                                                        | Competizione                                                                  | Reti                                                                          | Note                                                                          |
| ----------------------------------------------------------------------------- | ----------------------------------------------------------------------------- | ----------------------------------------------------------------------------- | ----------------------------------------------------------------------------- | ----------------------------------------------------------------------------- | ----------------------------------------------------------------------------- | ----------------------------------------------------------------------------- | ----------------------------------------------------------------------------- |
| 7-9-2012                                                                      | Pontevedra                                                                    | Spagna                                                                        | 5 – 0                                                                         | Arabia Saudita                                                                | Amichevole                                                                    | -                                                                             | 86’                                                                           |
| 11-9-2012                                                                     | Beauvais                                                                      | Gabon                                                                         | 1 – 0                                                                         | Arabia Saudita                                                                | Amichevole                                                                    | -                                                                             |                                                                               |
| 14-11-2012                                                                    | Riyad                                                                         | Arabia Saudita                                                                | 0 – 0                                                                         | Argentina                                                                     | Amichevole                                                                    | -                                                                             | 59’                                                                           |
| 9-9-2013                                                                      | Riad                                                                          | Arabia Saudita                                                                | 1 – 3                                                                         | Trinidad e Tobago                                                             | OSN Cup 2013                                                                  | -                                                                             |                                                                               |
| 15-10-2013                                                                    | Amman                                                                         | Iraq                                                                          | 0 – 2                                                                         | Arabia Saudita                                                                | Qual. Coppa d'Asia 2015                                                       | -                                                                             | 83’                                                                           |
| 15-11-2013                                                                    | Dammam                                                                        | Arabia Saudita                                                                | 2 – 1                                                                         | Iraq                                                                          | Qual. Coppa d'Asia 2015                                                       | -                                                                             | 84’                                                                           |
| 19-11-2013                                                                    | Xi'an                                                                         | Cina                                                                          | 0 – 0                                                                         | Arabia Saudita                                                                | Qual. Coppa d'Asia 2015                                                       | -                                                                             | 24’                                                                           |
| 5-3-2014                                                                      | Dammam                                                                        | Arabia Saudita                                                                | 1 – 0                                                                         | Indonesia                                                                     | Qual. Coppa d'Asia 2015                                                       | -                                                                             |                                                                               |
| 24-5-2014                                                                     | Jerez                                                                         | Arabia Saudita                                                                | 0 – 4                                                                         | Moldavia                                                                      | Amichevole                                                                    | -                                                                             |                                                                               |
| 8-9-2014                                                                      | Londra                                                                        | Arabia Saudita                                                                | 2 – 3                                                                         | Australia                                                                     | Amichevole                                                                    | -                                                                             |                                                                               |
| 10-10-2014                                                                    | Gedda                                                                         | Arabia Saudita                                                                | 1 – 1                                                                         | Uruguay                                                                       | Amichevole                                                                    | -                                                                             | 67’                                                                           |
| 14-10-2014                                                                    | Gedda                                                                         | Arabia Saudita                                                                | 1 – 1                                                                         | Libano                                                                        | Amichevole                                                                    | -                                                                             | 57’                                                                           |
| 4-1-2015                                                                      | Parramatta                                                                    | Arabia Saudita                                                                | 0 – 2                                                                         | Corea del Sud                                                                 | Amichevole                                                                    | -                                                                             |                                                                               |
| 10-1-2015                                                                     | Brisbane                                                                      | Arabia Saudita                                                                | 0 – 1                                                                         | Cina                                                                          | Coppa d'Asia 2015 - 1º turno                                                  | -                                                                             |                                                                               |
| 18-1-2015                                                                     | Melbourne                                                                     | Uzbekistan                                                                    | 3 – 1                                                                         | Arabia Saudita                                                                | Coppa d'Asia 2015 - 1º turno                                                  | -                                                                             |                                                                               |
| 3-9-2015                                                                      | Gedda                                                                         | Arabia Saudita                                                                | 7 – 0                                                                         | Timor Est                                                                     | Qual. Mondiali 2018                                                           | -                                                                             |                                                                               |
| 8-9-2015                                                                      | Kuala Lumpur                                                                  | Malaysia                                                                      | 0 – 3                                                                         | Arabia Saudita                                                                | Qual. Mondiali 2018                                                           | -                                                                             |                                                                               |
| 8-10-2015                                                                     | Gedda                                                                         | Arabia Saudita                                                                | 2 – 1                                                                         | Emirati Arabi Uniti                                                           | Qual. Mondiali 2018                                                           | -                                                                             |                                                                               |
| 9-11-2015                                                                     | Gerusalemme                                                                   | Palestina                                                                     | 0 – 0                                                                         | Arabia Saudita                                                                | Qual. Mondiali 2018                                                           | -                                                                             |                                                                               |
| 24-3-2016                                                                     | Gedda                                                                         | Arabia Saudita                                                                | 2 – 0                                                                         | Malaysia                                                                      | Qual. Mondiali 2018                                                           | -                                                                             |                                                                               |
| 29-3-2016                                                                     | Abu Dhabi                                                                     | Emirati Arabi Uniti                                                           | 1 – 1                                                                         | Arabia Saudita                                                                | Qual. Mondiali 2018                                                           | -                                                                             |                                                                               |
| 15-11-2016                                                                    | Saitama                                                                       | Giappone                                                                      | 2 – 1                                                                         | Arabia Saudita                                                                | Qual. Mondiali 2018                                                           | -                                                                             |                                                                               |
| 10-1-2017                                                                     | Abu Dhabi                                                                     | Arabia Saudita                                                                | 0 – 0                                                                         | Slovenia                                                                      | Amichevole                                                                    | -                                                                             |                                                                               |
| 23-3-2017                                                                     | Bangkok                                                                       | Thailandia                                                                    | 0 – 3                                                                         | Arabia Saudita                                                                | Qual. Mondiali 2018                                                           | -                                                                             |                                                                               |
| 28-3-2017                                                                     | Riad                                                                          | Arabia Saudita                                                                | 1 – 0                                                                         | Iraq                                                                          | Qual. Mondiali 2018                                                           | -                                                                             | 46’                                                                           |
| 29-8-2017                                                                     | Al-'Ayn                                                                       | Emirati Arabi Uniti                                                           | 2 – 1                                                                         | Arabia Saudita                                                                | Qual. Mondiali 2018                                                           | -                                                                             |                                                                               |
| 5-9-2017                                                                      | Gedda                                                                         | Arabia Saudita                                                                | 1 – 0                                                                         | Giappone                                                                      | Qual. Mondiali 2018                                                           | -                                                                             |                                                                               |
| 7-10-2017                                                                     | Gedda                                                                         | Arabia Saudita                                                                | 5 – 2                                                                         | Giamaica                                                                      | Amichevole                                                                    | -                                                                             |                                                                               |
| 10-10-2017                                                                    | Jeddah                                                                        | Arabia Saudita                                                                | 0 – 3                                                                         | Ghana                                                                         | Amichevole                                                                    | -                                                                             |                                                                               |
| 10-11-2017                                                                    | Viseu                                                                         | Portogallo                                                                    | 3 – 0                                                                         | Arabia Saudita                                                                | Amichevole                                                                    | -                                                                             |                                                                               |
| 26-2-2018                                                                     | Gedda                                                                         | Arabia Saudita                                                                | 3 – 0                                                                         | Moldavia                                                                      | Amichevole                                                                    | -                                                                             |                                                                               |
| 23-3-2018                                                                     | Marbella                                                                      | Ucraina                                                                       | 1 – 1                                                                         | Arabia Saudita                                                                | Amichevole                                                                    | -                                                                             | 90+1’                                                                         |
| 27-3-2018                                                                     | Bruxelles                                                                     | Belgio                                                                        | 4 – 0                                                                         | Arabia Saudita                                                                | Amichevole                                                                    | -                                                                             | 46’                                                                           |
| 9-5-2018                                                                      | Cadice                                                                        | Arabia Saudita                                                                | 2 – 0                                                                         | Algeria                                                                       | Amichevole                                                                    | -                                                                             | 66’                                                                           |
| 15-5-2018                                                                     | Siviglia                                                                      | Arabia Saudita                                                                | 2 – 0                                                                         | Grecia                                                                        | Amichevole                                                                    | -                                                                             |                                                                               |
| 28-5-2018                                                                     | San Gallo                                                                     | Italia                                                                        | 2 – 1                                                                         | Arabia Saudita                                                                | Amichevole                                                                    | -                                                                             |                                                                               |
| 3-6-2018                                                                      | San Gallo                                                                     | Arabia Saudita                                                                | 0 – 3                                                                         | Perù                                                                          | Amichevole                                                                    | -                                                                             | 46’                                                                           |
| 8-6-2018                                                                      | Leverkusen                                                                    | Germania                                                                      | 2 – 1                                                                         | Arabia Saudita                                                                | Amichevole                                                                    | -                                                                             |                                                                               |
| 14-6-2018                                                                     | Mosca                                                                         | Russia                                                                        | 5 – 0                                                                         | Arabia Saudita                                                                | Mondiali 2018 - 1º turno                                                      | -                                                                             |                                                                               |
| 20-6-2018                                                                     | Rostov                                                                        | Uruguay                                                                       | 1 – 0                                                                         | Arabia Saudita                                                                | Mondiali 2018 - 1º turno                                                      | -                                                                             |                                                                               |
| 25-6-2018                                                                     | Volgograd                                                                     | Arabia Saudita                                                                | 2 – 1                                                                         | Egitto                                                                        | Mondiali 2018 - 1º turno                                                      | -                                                                             |                                                                               |
| 10-9-2018                                                                     | Riad                                                                          | Arabia Saudita                                                                | 2 – 2                                                                         | Bolivia                                                                       | Amichevole                                                                    | -                                                                             |                                                                               |
| 12-10-2018                                                                    | Riad                                                                          | Arabia Saudita                                                                | 0 – 2                                                                         | Brasile                                                                       | Amichevole                                                                    | -                                                                             |                                                                               |
| 15-10-2018                                                                    | Riad                                                                          | Arabia Saudita                                                                | 1 – 1                                                                         | Iraq                                                                          | Amichevole                                                                    | -                                                                             | 56’                                                                           |
| 16-11-2018                                                                    | Dammam                                                                        | Arabia Saudita                                                                | 1 – 0                                                                         | Yemen                                                                         | Amichevole                                                                    | -                                                                             | 83’                                                                           |
| 31-12-2018                                                                    | Abu Dhabi                                                                     | Arabia Saudita                                                                | 0 – 0                                                                         | Corea del Sud                                                                 | Amichevole                                                                    | -                                                                             | 89’                                                                           |
| 8-1-2019                                                                      | Dubai                                                                         | Arabia Saudita                                                                | 4 – 0                                                                         | Corea del Nord                                                                | Coppa d'Asia 2019 - 1º turno                                                  | -                                                                             | 82’                                                                           |
| 21-1-2019                                                                     | Sharjah                                                                       | Giappone                                                                      | 1 – 0                                                                         | Arabia Saudita                                                                | Coppa d'Asia 2019 - Ottavi di finale                                          | -                                                                             | 82’                                                                           |
| 5-9-2019                                                                      | Dammam                                                                        | Arabia Saudita                                                                | 1 – 1                                                                         | Mali                                                                          | Amichevole                                                                    | -                                                                             |                                                                               |
| 10-9-2019                                                                     | Riffa                                                                         | Yemen                                                                         | 2 – 2                                                                         | Arabia Saudita                                                                | Qual. Mondiali 2022                                                           | -                                                                             |                                                                               |
| 10-10-2019                                                                    | Gedda                                                                         | Arabia Saudita                                                                | 3 – 0                                                                         | Singapore                                                                     | Qual. Mondiali 2022                                                           | -                                                                             |                                                                               |
| 15-10-2019                                                                    | Al-Ram                                                                        | Palestina                                                                     | 0 – 0                                                                         | Arabia Saudita                                                                | Qual. Mondiali 2022                                                           | -                                                                             |                                                                               |
| 14-11-2019                                                                    | Tashkent                                                                      | Uzbekistan                                                                    | 2 – 3                                                                         | Arabia Saudita                                                                | Qual. Mondiali 2022                                                           | -                                                                             |                                                                               |
| 30-11-2019                                                                    | Doha                                                                          | Bahrein                                                                       | 0 – 2                                                                         | Arabia Saudita                                                                | Gulf Cup 2019 - 1º turno                                                      | -                                                                             |                                                                               |
| 2-12-2019                                                                     | Doha                                                                          | Oman                                                                          | 1 – 3                                                                         | Arabia Saudita                                                                | Gulf Cup 2019 - 1º turno                                                      | -                                                                             |                                                                               |
| 5-12-2019                                                                     | Doha                                                                          | Qatar                                                                         | 0 – 1                                                                         | Arabia Saudita                                                                | Gulf Cup 2019 - Semifinale                                                    | -                                                                             |                                                                               |
| 8-12-2019                                                                     | Doha                                                                          | Bahrein                                                                       | 1 – 0                                                                         | Arabia Saudita                                                                | Gulf Cup 2019 - Finale                                                        | -                                                                             |                                                                               |
| 30-3-2021                                                                     | Riad                                                                          | Arabia Saudita                                                                | 5 – 0                                                                         | Palestina                                                                     | Qual. Mondiali 2022                                                           | 1                                                                             |                                                                               |
| 5-6-2021                                                                      | Riad                                                                          | Arabia Saudita                                                                | 3 – 0                                                                         | Yemen                                                                         | Qual. Mondiali 2022                                                           | -                                                                             |                                                                               |
| 11-6-2021                                                                     | Riad                                                                          | Arabia Saudita                                                                | 3 – 0                                                                         | Singapore                                                                     | Qual. Mondiali 2022                                                           | -                                                                             |                                                                               |
| 15-6-2021                                                                     | Riad                                                                          | Arabia Saudita                                                                | 3 – 0                                                                         | Uzbekistan                                                                    | Qual. Mondiali 2022                                                           | -                                                                             |                                                                               |
| 2-9-2021                                                                      | Riad                                                                          | Arabia Saudita                                                                | 3 – 1                                                                         | Vietnam                                                                       | Qual. Mondiali 2022                                                           | 1                                                                             | 82’                                                                           |
| 7-9-2021                                                                      | Mascate                                                                       | Oman                                                                          | 0 – 1                                                                         | Arabia Saudita                                                                | Qual. Mondiali 2022                                                           | -                                                                             |                                                                               |
| 7-10-2021                                                                     | Gedda                                                                         | Arabia Saudita                                                                | 1 – 0                                                                         | Giappone                                                                      | Qual. Mondiali 2022                                                           | -                                                                             |                                                                               |
| 27-1-2022                                                                     | Gedda                                                                         | Arabia Saudita                                                                | 1 – 0                                                                         | Oman                                                                          | Qual. Mondiali 2022                                                           | -                                                                             | 24’                                                                           |
| 1-2-2022                                                                      | Saitama                                                                       | Giappone                                                                      | 2 – 0                                                                         | Arabia Saudita                                                                | Qual. Mondiali 2022                                                           | -                                                                             |                                                                               |
| 24-3-2022                                                                     | Sharja                                                                        | Cina                                                                          | 1 – 1                                                                         | Arabia Saudita                                                                | Qual. Mondiali 2022                                                           | -                                                                             |                                                                               |
| 29-3-2022                                                                     | Gedda                                                                         | Arabia Saudita                                                                | 1 – 0                                                                         | Australia                                                                     | Qual. Mondiali 2022                                                           | -                                                                             |                                                                               |
| 9-6-2022                                                                      | Murcia                                                                        | Arabia Saudita                                                                | 0 – 1                                                                         | Venezuela                                                                     | Amichevole                                                                    | -                                                                             |                                                                               |
| 23-9-2022                                                                     | Murcia                                                                        | Arabia Saudita                                                                | 0 – 0                                                                         | Ecuador                                                                       | Amichevole                                                                    | -                                                                             |                                                                               |
| 26-10-2022                                                                    | Abu Dhabi                                                                     | Arabia Saudita                                                                | 1 – 1                                                                         | Albania                                                                       | Amichevole                                                                    | -                                                                             |                                                                               |
| 30-10-2022                                                                    | Abu Dhabi                                                                     | Arabia Saudita                                                                | 0 – 0                                                                         | Honduras                                                                      | Amichevole                                                                    | -                                                                             |                                                                               |
| 10-11-2022                                                                    | Abu Dhabi                                                                     | Arabia Saudita                                                                | 1 – 1                                                                         | Panama                                                                        | Amichevole                                                                    | -                                                                             | 46’                                                                           |
| 16-11-2022                                                                    | Riad                                                                          | Arabia Saudita                                                                | 0 – 1                                                                         | Croazia                                                                       | Amichevole                                                                    | -                                                                             |                                                                               |
| 22-11-2022                                                                    | Lusail                                                                        | Argentina                                                                     | 1 – 2                                                                         | Arabia Saudita                                                                | Mondiali 2022 - 1º turno                                                      | -                                                                             | 90+9’                                                                         |
| 8-9-2023                                                                      | Newcastle upon Tyne                                                           | Arabia Saudita                                                                | 1 – 3                                                                         | Costa Rica                                                                    | Amichevole                                                                    | -                                                                             | 78’                                                                           |
| 12-9-2023                                                                     | Newcastle upon Tyne                                                           | Arabia Saudita                                                                | 0 – 1                                                                         | Corea del Sud                                                                 | Amichevole                                                                    | -                                                                             | 78’                                                                           |
| 13-10-2023                                                                    | Portimão                                                                      | Arabia Saudita                                                                | 2 – 2                                                                         | Nigeria                                                                       | Amichevole                                                                    | -                                                                             | 86’                                                                           |
| 17-10-2023                                                                    | Portimão                                                                      | Arabia Saudita                                                                | 1 – 3                                                                         | Mali                                                                          | Amichevole                                                                    | -                                                                             |                                                                               |
| 21-3-2024                                                                     | Riad                                                                          | Arabia Saudita                                                                | 1 – 0                                                                         | Tagikistan                                                                    | Qual. Mondiali 2026                                                           | -                                                                             | 82’                                                                           |
| 14-11-2024                                                                    | Melbourne                                                                     | Australia                                                                     | 0 – 0                                                                         | Arabia Saudita                                                                | Qual. Mondiali 2026                                                           | -                                                                             | Cap.                                                                          |
| 19-11-2024                                                                    | Giacarta                                                                      | Indonesia                                                                     | 2 – 0                                                                         | Arabia Saudita                                                                | Qual. Mondiali 2026                                                           | -                                                                             | cap. 79’                                                                      |
| 17-12-2024                                                                    | Riad                                                                          | Arabia Saudita                                                                | 3 – 1                                                                         | Trinidad e Tobago                                                             | Amichevole                                                                    | -                                                                             | cap.                                                                          |
| 22-12-2024                                                                    | Al Kuwait                                                                     | Arabia Saudita                                                                | 2 – 3                                                                         | Bahrein                                                                       | Coppa delle nazioni del Golfo 2024 - 1º turno                                 | -                                                                             | cap.                                                                          |
| Totale                                                                        |                                                                               | Presenze                                                                      | 84                                                                            |                                                                               | Reti                                                                          | 2                                                                             |                                                                               |

## Palmarès

### Club

#### Competizioni nazionali
- Prima Lega (Kuwait): 2

Al-Qadisiya: 2010-2011, 2011-2012
- Coppa dell'Emiro del Kuwait: 1

Al-Qadisiya: 2010
- Coppa della Federazione calcistica del Kuwait: 1

Al-Qadisiya: 2010-2011
- Supercoppa di Kuwait: 1

Al-Qadisiya: 2011
- Campionato saudita: 6

Al Hilal: 2016-2017, 2017-2018, 2019-2020, 2020-2021, 2021-2022, 2023-2024
- Coppa della Corona del Principe saudita: 3

Al-Hilal: 2012, 2013, 2016
- Supercoppa saudita: 5

Al Hilal: 2015, 2018, 2021, 2023, 2024
- Coppa del Re dei Campioni: 5

Al Hilal: 2015, 2017, 2019-2020, 2022-2023, 2023-2024

#### Competizioni internazionali
- AFC Champions League: 2

Al Hilal: 2019, 2021

### Individuale
- Globe Soccer Awards: 1

Miglior calciatore del GCC: 2015